# Lidia Poët
Lidia Poët (ur. 26 sierpnia 1855 w Perrero, zm. 25 lutego 1949 w Diano Marina) – włoska prawniczka, pierwsza kobieta we Włoszech zarejestrowana w Izbie Adwokackiej.

## Życiorys
Przyszła na świat w rodzinie waldensów: Giovanniego Pietro i Marianny Richard, bogatych właścicieli ziemskich. Była najmłodszym dzieckiem w rodzinie. Miała czterech braci i trzy siostry. Po spędzeniu dzieciństwa w Traverse przeniosła się z bratem Enrico, prawnikiem, do Pinerolo. Tam uzyskała dyplom nauczycielski. Potem rodzina wysłała ją do Aubon nad Jeziorem Genewskim, by uczyła się niemieckiego i angielskiego.
W 1877 zdała maturę w gimnazjum im. Giovanniego Battisty Beccaria w Mondovì. W 1878 porzuciła studia medyczne i zapisała się na Wydział Prawa Uniwersytetu w Turynie. Zdała egzamin z prawa i napisała pracę na temat sytuacji kobiet, szczególnie w kontekście prawa wyborczego. Dyplom uzyskała 17 czerwca 1881. Po ukończeniu studiów odbyła dwuletni staż w kancelarii Cesare Bertea w Pinerolo.
W 1883 zdała teoretyczny i praktyczny egzamin radcowski w Turynie. Złożyła wniosek o wpis do rejestru radców prawnych. Była to pierwsza tego typu sprawa w Królestwie Włoch. W dniu 9 sierpnia 1883, w wyniku głosowania (45 na 50 głosów za) została wpisana na listę osób z uprawnieniami adwokackimi. Debata na temat tego historycznego wydarzenia wykroczyła poza granice kraju. Jednak wynik głosowania wzburzył prokuratora generalnego przy Sądzie Apelacyjnym w Turynie. Mimo argumentacji odwołującej się m.in. do jej uprawnień zdobytych na uniwersytecie oraz przykładów prawniczek pionierek z innych krajów (np. Clara S. Foltz), prokurator generalny stał na stanowisku, że porządek publiczny i, co było prawdą, włoskie prawo zabrania kobietom wykonywania zawodu prawniczego. W rezultacie sąd apelacyjny 11 listopada 1883 usunął ją z listy adwokackiej. Poët odwołała się do Sądu Kasacyjnego w Turynie, ale ten oddalił jej apelację.
Sprawa skreślenia Lidii Poët z listy osób o uprawnieniach adwokackich wywołała we Włoszech debatę publiczną: 25 z 28 gazet poparło umożliwienie kobietom pełnienia dowolnych ról zawodowych. Prawnik z Turynu Santoni De Sio w 1884 opublikował książkę broniącą praw kobiet, apelując o zmianę w mentalności włoskiej wzorem USA. Zarząd Izby Adwokackiej w Wenecji wezwał polityków do zmiany ustawodawstwa w celu zrównania praw kobiet i mężczyzn. Jednocześnie rosnące w siłę ruchy feministyczne i postępowe apelowały o rewizję kodeksu i jego egalitaryzację, zbijały też argumenty o szowinistycznym i niemerytorycznym podłożu, których nie brakowało. Choć we Włoszech dopuszczono kobiety do studiów wyższych na równi z mężczyznami, to nie ustalono zasad dopuszczenia ich do praktyki w zawodzie. Gdy pierwsze absolwentki studiów prawniczych zaczęły zgłaszać chęć pracy w zawodzie, rząd włoski został zmuszony do zajęcia się kwestią, choć nadal pojedyncze przypadki rozpatrywano indywidualnie. Sprawa Poët nie była więc wyjątkiem. Prawniczkę wspierała gazeta „La donna”. Lidia Poët prowadziła działalność prawniczą mimo braku możliwości występowania w sądzie.
Zaczęła być aktywna w krajowym i międzynarodowym ruchu na rzecz praw kobiet. Wstąpiła do Krajowej Rady Kobiet Włoskich, która powstała w 1903 – już wtedy powierzono jej kierowanie sekcją prawną. Brała udział w kongresach kobiet włoskich w 1908 i 1914. W Turynie 4 kwietnia 1914 wygłosiła referat, przygotowanie przed spotkaniem Międzynarodowej Rady Kobiet w Rzymie. W broszurze, którą wydano, napisała o działalności i pracy prawniczej. W 1922 została przewodniczącą turyńskiego komitetu popierającego prawa wyborcze kobiet.
Współpracowała z bratem Giovannim Enrico Poëtem, koncentrując się na prawie wyborczym kobiet, obronie praw nieletnich, zepchniętych na margines i więzionych. W 1883, za radą wdowy po wydawcy Giuseppe Pombie, Poët zapisała się na I Międzynarodowy Kongres Penitencjarny w Rzymie w 1883. W 1885 brał udział w III Międzynarodowym Kongresie Penitencjarnym w Rzymie. W 1890 była delegatką Włoch na IV Międzynarodowy Kongres Penitencjarny w Petersburgu. Była członkinią Sekretariatu Międzynarodowego Kongresu Penitencjarnego zajmującego się prawami więźniów i nieletnich, nagłośnieniem sprawy sądów dla nieletnich oraz problematyką resocjalizacji więźniów przez edukację i pracę. Reprezentowała Włochy jako wiceprzewodnicząca sekcji prawnej. Uczestniczyła w kongresach w latach 1885–1925. Nie była tylko na spotkaniu w Waszyngtonie w 1910. W 1895 prezydent Francji Faure nadał jej wyróżnienie Officier d'Académie za pracę w ramach kongresu penitencjarnego w Paryżu. Poznała wówczas Paula Verlaine'a, Victora Hugo i Guya de Maupassanta.
W czasie I wojny światowej była pielęgniarką Włoskiego Czerwonego Krzyża i została odznaczona srebrnym medalem za pracę na froncie.
Dopiero w 1920, zgodnie z ustawą z 17 lipca 1919, która umożliwiała kobietom zajmowanie niektórych stanowisk urzędniczych, Poët ponownie wpisano na listę adwokacką. Miała wówczas 65 lat.
Nie wyszła za mąż.
Została pochowana na cmentarzu San Martino w Perrero.

## Wybrane publikacje
- L. Poët, Studio sulla condizione della donna rispetto al diritto costituzionale e al diritto amministrativo nelle elezioni. Dissertazione per la laurea in giurisprudenza, Pinerolo, Chiantore & Mascarelli, 1881.
- L. Poët, Ricorso all'Eccellentissima Corte di Cassazione in Torino della signorina Lidia Poët laureata in leggi contro la decisione dell'Eccelentissima Corte d'Appello in data 14/11/1883, Torino, Stamperia dell'Unione Tipografica Editrice, 1883.
- L. Poët, Conferenza della sig.na Lidia Poët, dottoressa in giurisprudenza, Torino, Tipografia Il Risorgimento, 1914.
- L. Poët, Rapport présenté par M.lle Lydia Poët, docteur en droit à Pignerol (Italie). Congrés pénitentiaire international de Saint-Pétersbourg. Travaux Prèparatoires, 1890.
- L. Poët, Assistence morale et legale des mineurs en Italie, in Atti del Congresso Internazionale Femminile, Roma, 16–23 maggio 1914, Torre Pellice, 1915[1].

## Upamiętnienie
W dniu 28 lipca 2021 w ogrodach Pałacu Sprawiedliwości w Turynie odsłonięto pamiątkowy kamień poświęcony Lidii Poët. Ufundowała go Rada Izby Adwokackiej.
Biblioteka oraz Państwowe Gimnazjum w Pinerolo noszą jej imię.

## W kulturze popularnej
W 2023 Netflix wyprodukował serial Prawo Lidii Poët.